# سیری در شعر فارسی
کتاب سیری در شعر فارسی اثر عبدالحسین زرین‌کوب می‌باشد. این کتاب بحثی انتقادی در شعر فارسی و تحول آن با نمونه‌هایی از شعر شاعران پیش می‌کشد.